# Incretina

GLP-1 i diabetis: Incretines i inhibidors de la DPP-4

Les incretines són un grup d'hormones gastrointestinals que causen un augment en la quantitat d'insulina (que és alliberada de les cèl·lules beta dels illots de Langerhans) després de menjar, fins i tot abans que els nivells de glucosa en sang s'elevin. També redueixen la taxa d'absorció dels nutrients en el torrent sanguini en reduir el buidament gàstric i poden directament reduir la ingesta d'aliments. A més, també inhibeixen el glucagó (que és alliberat de les cèl·lules alfa dels illots de Langerhans). Les dues principals molècules que compleixen els criteris de les incretines són un pèptid similar al glucagó-1 (GLP-1) i pèptid inhibidor gàstric (també conegut com: polipèptid insulinotròpic dependent de la glucosa o GIP). Ambdós, el GLP-1 i el GIP s'inactiven ràpidament per l'acció de l'enzim dipeptidil peptidasa-4 (DPP-4). Tant el GLP-1 com el GIP són membres de la superfamília dels pèptids del glucagó.
L'amida del GLP-1 (7-36) no és molt útil per al tractament de la diabetis mellitus tipus 2, ja que ha de ser administrat per infusió subcutània contínua. Estan comercialitzats a Espanya la dulaglutida (Trulicity), l'exenatida (Bydureon, Byetta), la liraglutida (Saxenda, Victoza) i la semaglutida (Ozempic). El principal desavantatge d'aquests anàlegs és que han de ser administrats per injecció subcutània.
Un altre enfocament consisteix a inhibir l'enzim que inactiva el GLP-1 i el GIP, la DPP-4. Els inhibidors de la DPP-4 es poden prendre per via oral en forma de pastilles.